# Râul Tisa, Șimon
Râul Tisa este un curs de apă, afluent al râului Șimon. 